# Giorgi Guliashvili
Giorgi Guliashvili (en géorgien : გიორგი გულიაშვილი, Guiorgui Gouliachvili), né le 5 septembre 2001 à Tbilissi, est un footballeur géorgien. Il joue au poste d'ailier droit ou de milieu offensif au FK Sarajevo.

## Carrière

### En club
Formé au FC Saburtalo, il intègre la première équipe en 2019. Il fait ses débuts en championnat le 24 novembre 2019 contre Chikhura Satchkhere. Il a contribué au sacre du club en coupe en 2021 en jouant toute la rencontre de la finale contre Samgurali Tskhaltoubo 
En janvier 2023, il part au FK Sarajevo.

### En sélection
Il fait partie des sélections des mois de 17 ans, moins de 19 ans et la sélection espoirs avec laquelle il participe au championnat d'Europe espoirs 2023.
Le 23 mars 2025, Guliashvili honore sa première cape en entrant en jeu à la 70e minute de la victoire des Géorgiens sur l'Arménie (6–1) en Ligue des nations.

## Palmarès
- Vainqueur de la coupe de Géorgie en 2021